# 25704 Kendrick
25704 Kendrick este un asteroid din centura principală de asteroizi.

## Descriere
25704 Kendrick este un asteroid din centura principală de asteroizi. A fost descoperit pe 5 ianuarie 2000 la Socorro, New Mexico, în cadrul proiectului LINEAR. Asteroidul prezintă o orbită caracterizată de o semiaxă mare de 2,78 ua, o excentricitate de 0,09 și o înclinație de 4,1° în raport cu ecliptica.